# Northrop HL-10
HL-10 — один из пяти пилотируемых летательных аппаратов,  использовавшихся для изучения и проверки возможности безопасного маневрирования и посадки на аппарате с низким аэродинамическим качеством после его возвращения из космоса на лётно-исследовательском центре НАСА, авиабаза Эдвардс, штат Калифорния. Аппарат был выполнен по схеме инверсного аэродинамического профиля. HL означает горизонтальную посадку, а 10 означает десятый проект, изученный инженерами Исследовательский центр имени С. М. Лэнгли, Хамптон (Виргиния). Контракт на постройку HL-10 и Northrop M2-F2 был заключен с корпорацией Northrop в июне 1964 года, после изучения и испытаний построенного в 1962 году NASA M2-F1. В январе 1966 года аппарат был доставлен в НАСА, а 22 декабря 1966 года совершил первый пилотируемый полёт. Первые одиннадцать полётов были выполнены без включения двигателя. Первый полёт со сверхзвуковой скоростью был совершен 9 мая 1969 года (17 полёт). Полёты проводились по 17 июля 1970 года.

## Тактико-технические характеристики
- Экипаж — 1 пилот
- Длина — 6.45 м
- Размах крыла — 4.15 м
- Высота — 2.92 м
- Площадь крыльев — 14.9 м²
- Пустой вес — 2397 кг
- Полный вес — 2721 кг
- Максимальный взлётный вес — 4540 кг (с 1604 кг топлива)
- Силовая установка — 1 четырёхкамерный ракетный двигатель Reaction Motors XLR-11 тягой до 35.7 кН
- Максимальная скорость — 1976 км/ч
- Дальность полёта — 72 км
- Практический потолок — 27524 м
- Нагрузка на крыло — 304.7 кг/м²
- Коэффициент тяги на единицу веса 1:0.99